# Orechovo-Zuevo
Orechovo-Zuevo (anche Orekhovo-Zuevo, Orekhovo-Zujevo, Orekhovo-Zuyevo, in russo Оре́хово-Зу́ево) è una città della Russia europea centrale, situata sul fiume Kljaz'ma 89 km ad est di Mosca, nella cui oblast' è compresa. Fino al 2018 era capoluogo dell'Orechovo-Zuevskij rajon.

## Storia
La città in quanto tale è nata solo nel 1917, dalla fusione dei preesistenti villaggi di Orechovo e Zuevo, risalenti rispettivamente alla fine del XVII secolo e all'inizio del XIII; da quel momento si è sviluppata soprattutto come centro industriale.

## Società

### Evoluzione demografica
Fonte: mojgorod.ru
- 1923: 44.100
- 1926: 62.800
- 1939: 99.000
- 1959: 108.300
- 1979: 132.300
- 1989: 137.200
- 2002: 122.248
- 2007: 122.000

## Amministrazione

### Gemellaggi
- Madona
- Navapolatsk
- Trebinje
- Potsdam